# Ampliadora

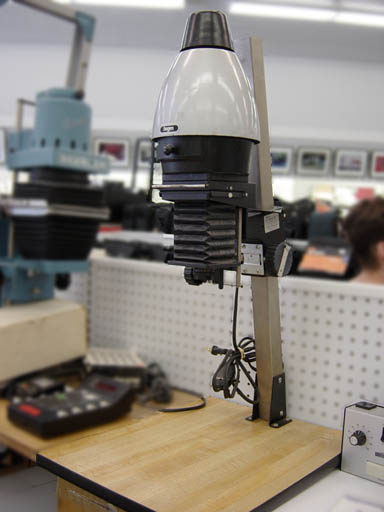
Ampliadora

Una ampliadora fotogràfica, o simplement ampliadora, és un projector de transparències que s'utilitza per obtenir còpies del negatius sobre suports com ara el paper amb una mida més gran en el laboratori fotogràfic. Se sol anomenar «ampliació» a la imatge resultant.

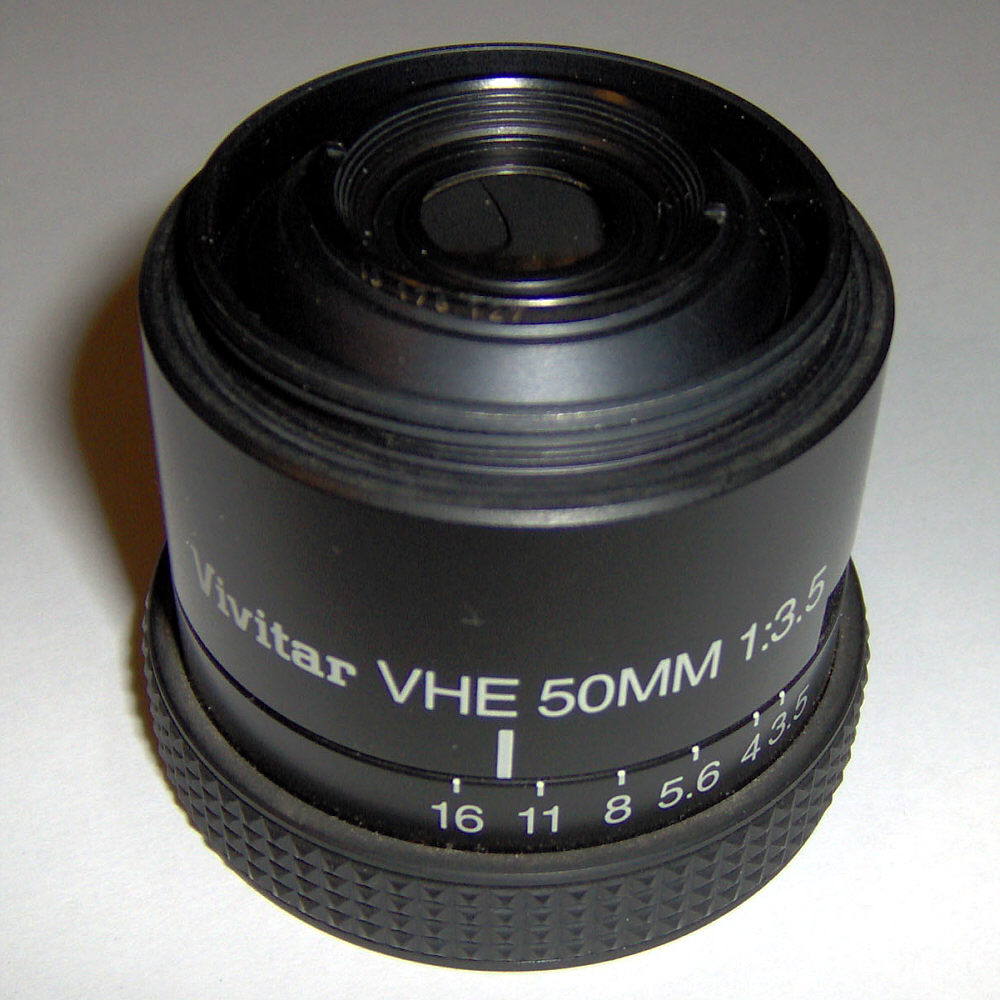
Objectiu específic per a ampliadora.

La funció de l'ampliadora és oferir una imatge ampliada del negatiu de manera que el resultat aparegui amb una il·luminació uniforme, per al que s'utilitza un condensador o un difusor. Normalment està composta de:
- Una font de llum
- Un condensador que permet concentrar la llum sobre el negatiu o un difusor que la distribueix uniformement
- Un filtre que permetrà variar la temperatura de color de la llum
- Un portanegatius on es col·loca el negatiu entre dues plaques de vidre o sobre dues ranures, per a mantenir-lo pla
- Un objectiu que sol ser intercanviable

## Història
En els inicis dels processos fotogràfics del col·lodió humit i del gelatina-bromur les imatges s'obtenien per contacte entre els negatius i els papers fotogràfics de manera que tots dos havien de tenir la mateixa mida. Entre els primers intents d'aconseguir imatges més grans es troben els treballs en òptica aplicada de Nöel Lerebours a 1953, Jules Jamin a 1954, Woodward a 1959 o Désiré van Monckhoven a 1865, però va ser necessari disposar d'electricitat perquè l'ampliació de les fotografies es fes de manera generalitzada.
La necessitat de l'ampliadora va augmentar en estendre's la utilització de la pel·lícula de rotlles popularitzada per George Eastman i l'ús de càmeres cada vegada més lleugeres i versàtils, com ara la Leica dissenyada per Oskar Barnack per a ser utilitzada amb pel·lícula de 35 mm. Aquests factors van convertir l'ampliadora en l'element central del laboratori fotogràfic a la fotografia del segle xx.

### Càmera solar
Les ampliadores diürnes, també anomenades càmeres solars, van començar a utilitzar-se a final de la dècada del 1850. El sistema òptic era semblant al d'un projector de diapositives. Una lent de condensació, de la mida d'un negatiu, s'il·luminava gràcies a la llum directa originària del sol. La imatge, llavors, s'enviava per una segona lent sobre un cavallet al qual s'havia subjectat un paper a l'albúmina. El tipus més popular de càmera solar era el contingut en una caixa a prova de llum; podia ser col·locada a l'exterior, normalment sobre el sostre de l'estudi. L'exposició durava hores i, fins i tot, dies, motiu pel qual, els aprenents es limitaven a mantenir l'aparell orientat cap al sol.
S'arribaren a reproduir retrats de <<mida natural>> amb una superfície aproximada d'1,80 x 3 m. Però aquestes ampliacions tenien un gran inconvenient, aquell referent a la mala qualitat. Aquest problema s'havia de solucionar sotmetent les imatges a grans retocs o correccions.
Va ser des de Bèlgica que va arribar la predicció sobre el futur de la fotografia. Aquest futur restava en la millora pràctica de l'ampliació de petites fotografies. Però no va ser fins dues dècades més tard que les ampliacions van esdevenir una pràctica general gràcies a l'aparició dels papers d'impressió sensible.

## Tipus d'ampliadores
Segons la font i la qualitat de llum emesa existeixen dos tipus d'ampliadores: les de condensador i les de difusor.
- Ampliadores de condensador: En aquestes ampliadores la llum es projecta, directament o desviada per un mirar, a sobre d'un condensador senzill o doble i travessa la pel·lícula i l'objectiu de l'ampliadora per arriba al paper fotogràfic amb raigs ordenats. En la majoria de casos, aquestes ampliadores tenen com a font de llum d'una bombeta de tungstè opalí d'una temperatura de color de 2400 K. (Respecte de les temperatures de color de les fonts de llum de totes les ampliadores citades, he d'indicar que han sigut calculades en tots els casos a 60 cm del portanegatius i sense objectiu). Les còpies obtingudes amb aquestes ampliadores acusen una certa carència de matisos en les llums (part densa del negatiu), major contrast, major sensació de nitidesa i major visibilitat del gra de la pel·lícula, així com de qualsevol defecte de la mateixa per abrasió o brutícia. Els models més senzills i econòmics presenten algunes limitacions superades en gran manera pels models més sofisticats. Aquestes limitacions són: un repartiment desigual de la llum sobre la còpia, concentrant més llum sobre el centre que sobre les cantonades, i, depenent de la ventilació i de la col·locació de la bombeta, un corbament de la pel·lícula per excés de calor, produint un desenfocament parcial que fa necessari l'ús d'un vidre anticalòric per corregir-lo. Les ampliadores de condensador actuals incorporen una capseta portafiltres, situada sobre del condensador, per a treballar amb paper de contrast variable.
- Ampliadores de difusor: les ampliadores de difusor difuminen la llum abans que arribi al negatiu mitjançant l'ús de materials translúcids situats entre la font de llum i la pel·lícula del portanegatius. La font de llum, normalment, és de tipus fluorescent, ja que pel seu propi disseny emet una llum més difusa que les bombetes tradicionals. Les impressions fetes amb ampliadores de difusor tenen menys constrast i el detall és més suau. Amb les ampliadores de difusor es minimitzen les imperfeccions de les de condensador.

## Funcionament
Les parts de l'ampliadora són: la placa base, el capçal de l'ampliadora, la perilla d'elevació, el portanegatius, la placa de vidre, la perilla d'enfocament, l'escala de viga, el temporitzador, la manxa i l'elevador de la carcassa.

### Principis de funcionament

#### Lent d'augment
Amb el diafragma i l'anell d'obertura, el fotògraf ajusta l'iris. La imatge del negatiu o la transparència es projecta a través d'una lent equipada amb una obertura d'iris ajustable, sobre una superfícia plana que porta el paper fotogràfic sensibilitzat. Quan s'ajusta la relació de la distància de la pel·lícula a la lent i la distància de la lent al paper, es poden obtenir varis graus d'ampliació, amb la relació d'ampliació física límitada només per l'estructura de l'ampliadora i la mida del paper. A mesura que es canvia la mida de la imatge també és necessari canviar l'enfocament de la lent. Algunes ampliadores, com les ampliadores d'enfocament automàtic de Leica, ho fan automàticament.
S'utilitza un cavallet per sostenir el paper pla. Alguns cavallets estan dissenyats amb "fulles" d'acer superposades i ajustables per retallar la imatge a la mida desitjada mentre es manté una vora blanca sense exposar sobre la imatge. El paper, a vegades, es col·loca directament sobre la taula o la base de l'ampliadora i es manté pla amb tires metàl·liques.
L'ampliació es realitza enfocant primer la imatge amb la làmpada encesa, la lent amb l'obertura màxima i el cavallet buit. La làmpada s'apaga o, en alguns casos, es tanca mitjançant un mecanisme hermètic. La imatge s'enfoca canviant la distància entre la lent i la pel·lícula i s'aconsegueix ajustant la longitud d'una manxa hermètica amb un mecanisme de pinyó i cremallera engranats.

#### Temporitzador elèctric
Els fotògrafs trien el temps d'exposició. La lent està ajustada a la seva obertura de treball. Les lents d'ampliació tenen un rang òptim d'obertures que produeixen una imatge nítida d'extrem a extrem, que és 3 f/ menys que l'obertura máxima de la lent. Per una lent d'ampliació amb una obertura màxima de f/ 2.8, l'obertura òptima seria f/ 8.
La làmpada de l'ampliadora i el mecanisme de l'obturador es controlen mitjançant un temporitzador elèctric o per l'operador, que marca l'hora amb un rellotge, un metrònom, comptant els segons... i encenent i apagant la làmpada quan es completa l'exposició. El paper exposat pot processar-se immediatament o col·locar-se en un contenidor hermètic per ser processat després.
Les ampliadores comercials controlades digitalment solen ajustar l'exposició amb uns passos coneguts com a punts d'impressió; dotze punts d'impressió fan un factor de dos canvis en la exposició.

#### Processament del paper
Després de l'exposició, el paper fotogràfic es fixa, es renta i s'asseca amb el procés de la gelatina de plata.

### Màquines d'impressió automatitzades
Les màquines d'impressió fotogràfica automatitzades tenen els mateixos elements bàsics i integren cadascun dels passos descrits anteriorment en una sola màquina sota el control de l'operador i l'ordinador. Enlloc de projectar directament des del negatiu de la pel·lícula al paper d'impressió, primer es pot capturar una imatge digital del negatiu. Això permet que l'operador o l'ordinador determinin ràpidament els paràmetres de brillantor, contrast, retallament i altres característiques. Després, la imatge es processa passant la llum a través del negatiu i una ampliadora integrada controlada per l'ordinador projecta ópticament aquesta imatge en el paper per l'exposició final.
Com un subproducte del procés, es pot fer una gravació en un disc compacte de les imatges digitals, tot i que una impressió posterior feta a partir d'aquestes pot ser bastant inferior a una imatge feta des del negatiu. Això és degut al soroll de la digitalització i la falta de rang dinámic, que són característiques del procés de digitalització.

## Avantatges
L'ampliadora permet imprimir les imatges a una mida diferent que el negatiu o la transparència. Sense aquest sistema, només era possible imprimir les fotografies per contacte; les imatges grans requerien negatius molt grans i això volia dir que es necessitaven també càmeres molt grans.

## Fabricants
Amb l'aparició de la fotografia digital, cada vegada s'utilitza menys la fotografia analògica i les ampliadores. Durst, una marca que fabricava ampliadores d'alta qualitat, va deixar de produir-les el 2005. Els fabricants d'ampliadores en la història han estat: 
- Agfa
- Beseler
- Bogen
- De Vere
- Durst
- Dunco
- Fuji
- Gnome Photographic Products
- Kaiser Fototechnik
- Kienzle Phototechnik
- Kindermann
- Klatt
- Leitz
- Liesegang
- Linhof
- LPL
- Lucky (now owned by Kenko)
- Meopta
- Omega
- Ōmiya Shashin-yōhin K.K.
- Paul Teufel & Cie Photogerätebau